# Paykan Teheran Volleyball Club
Il Paykan Teheran Volleyball Club è una società pallavolistica maschile iraniana con sede a Teheran: milita nel campionato di Super League.

## Storia
Il Paykan Teheran Volleyball Club viene fondato nel 1967 come sezione della polisportiva del Paykan Teheran Sports Club, ma è dal 1969 che inizia a disputare incontri dimostrativi contro club europei.
Il club sale alla ribalta a partire dalla stagione 1996-97 quando conquista il primo titolo nazionale, a cui ne seguono altri tre consecutivi; nel 1999 ottiene la partecipazione alla prima edizione della Coppa AVC per club.
Successivamente, dopo uno scudetto nella stagione 2002-03 e la vittoria nell'Coppa AVC per club 2002, ottiene nel periodo che va dal 2006 al 2011 la vittoria di sei campionati e cinque campionati asiatici per club tutte consecutivamente.
Ritorna alla vittoria nella Super League nell'annata 2014-15, mentre in quella successiva si ritira durante la serie finale dei play-off scudetto a seguito della morte del vice allenatore Reza Ebrahimi.
Ritorna alla vittoria del campionato asiatico per club nell'edizione 2022.

## Palmarès
- Campionato iraniano: 12

1996-97, 1997-98, 1998-99, 1999-00, 2002-03, 2005-06, 2006-07, 2007-08, 2008-09, 2009-10,
2010-11, 2014-15
- Coppa AVC per club/Campionato asiatico per club: 8

2002, 2006, 2007, 2008, 2009, 2010, 2011, 2022